# ヤウンデ第二大学
ヤウンデ第二大学（フランス語: Université de Yaoundé II）はカメルーンのヤウンデにある国立大学。1993年にヤウンデ大学がヤウンデ第一大学と、ヤウンデ第二大学に分割されることにより創設された。キャンパスはヤウンデ郊外のソアにある。

## 学部・研究所
- 法学政治学部
- 経済経営学部
- 理工情報通信学部
- カメルーン国際関係研究所
- 人口統計調査研究所